# Prop Cycle
Prop Cycle (プロップサイクル?, Puroppu Saikuru) è un videogioco arcade in 3D del 1996 edito dalla Namco, incrocio tra simulatore di volo e avventura dinamica, operato dalla scheda madre System Super 22. Esclusivo per un giocatore singolo, quest'ultimo ha il doveroso compito di controllare un aeromobile a propulsione umana chiamato Laperopter, il quale è pedalato dal protagonista Atole (アトル?, Atoru). Egli è un ragazzo che aspira a diventare un eroe durante il suo test di volo per l'imminente salvataggio di Solitar dall'isolamento nel cielo.
La compagnia realizzò anche la sua variante cooperativa per due giocatori, ma solo come una delle prove di un game show giapponese, Time Bomber (超次元タイムボンバー?, Chō Jigen Taimu Bonbā, lett. "Super Dimension Time Bomber"), trasmesso su TV Asahi nel biennio 1996-1997. Oltre a questo titolo, gli altri tre videogiochi arcade Namco, modificati per quel programma televisivo dalla medesima software house (era responsabile a piene mani dell'assistenza tecnica) furono Aqua Jet, Alpine Racer 2 e Gynotai.
Ha avuto un unico porting per telefono cellulare col nome di Prop Cycle: Ride the Wind (プロップサイクル ライドザウィンド?, Puroppu Saikuru Raido za U~indo), prodotto da Denyu-sha e pubblicato da Namco Trading (come parte della loro antologia Namco Party) nel 2003 solo in Giappone. Avrebbe dovuto essere in cantiere la sua conversione per PlayStation, così come un diretto sequel con elementi RPG, ambedue le quali non hanno mai visto la luce.

## Trama
In una linea temporale imprecisata di un lontano futuro, i pochi sopravvissuti umani sulla Terra hanno rinunciato alla tecnologia avanzata per tornare alla semplice vita preindustriale, in seguito a una incessante guerra finita 200 anni prima mediante l'uso della Tesla Bomb, un'arma magnetica iperspaziale che per il pianeta e tutta la civiltà umana provocò una catastrofe senza eguali nella storia.
La sola fonte non rinnovabile estraibile è la pietra combustibile, con la quale si alimenta i motori a vapore e a far decollare i vecchi aeroplani. Ma per gli innumerevoli canyon ripidi formati da quella famigerata arma, la rinata industria aeronautica ha cominciato a subire un rapido progresso ecologico grazie alla possibilità di volare, nel pieno rispetto della natura, liberamente tramite il moto dell'uomo in sella al "Laperopter".
Nel frattempo la pace che regna in un immaginario paese non è destinata a durare ancora a lungo, perché, qualcuno tra i suoi abitanti, toccando e azionando l'interruttore del sacro altare fece isolare porzioni di villaggi in tre isole, originate per l'innalzamento dal suolo dalla perforazione effettuata da una carica di fulmini. Salite sempre più in alto nel cielo nelle forme del Sole, della Luna e della stella, la gente giù a valle le hanno ribattezzate "Solitar".
Uno degli isolani intrappolati ha cercato di lanciare l'SOS con una lettera, il cui contenuto scritto riassume che per riportarle al loro posto si dovrà distruggere il medesimo altare, fungevole da generatore a questo fluttuante controllo, neutralizzando in fretta delle orbitanti sfere d'energia. Molti di coloro che hanno risposto al suo messaggio e tentato nell'impresa hanno fallito o sono morti.
Laperopter Corporation, l'ultracentenaria ditta costruttrice del succitato mezzo volante, in occasione della vera sfida di Solitar ha deciso quindi di indire per i tre giorni consecutivi un'apposita prova di simulazione, riservata al temerario che vi si monterà sopra. Atole è il prescelto ad avere passato una selezione preliminare di aspiranti per affrontarla.

## Modalità di gioco
Il cabinato di Prop Cycle (nei modelli SD e DX) presenta una pedana basata sulla cyclette, dotata di pedali, per garantire e regolare la velocità, e di un manubrio, per sterzare e cambiare altitudine; in quello DX oscilla per come un utente che vi sta seduto la fa manovrare. Sotto il monitor sono incorporate due ventole che sprigionano aria, sempre all'utente, durante la sessione di gioco.
Da una prospettiva in terza persona il giocatore pilota il Laperopter (con in groppa Atole) e lo plana per i tre selezionabili livelli, costituiti da ampie aree paesaggistiche ricche di naturali e/o artificiali ostacoli, dove degli urti contro di essi gli causano ulteriori impedimenti senza subire danni. Il semplice scopo di costui con tale macchina volante è andare addosso a delle mongolfiere rosse in modo che siano scoppiate, ma lo deve fare entro un diverso limite di tempo a disposizione.
Quelle mongolfiere sono disposte casualmente e distinguibili in due tipi, a punteggio e a tempo (queste ultime lampeggianti); le prime fanno ottenere a parte 50, 100, 200 o 300 punti, mentre le seconde (sempre a parte) fanno guadagnare 10 o 20 secondi extra. Il giocatore, nel caso riuscisse a scoppiarle tutte riceve al termine di un livello il bonus perfetto di 1000 punti. E proprio riguardo al completamento, il numero dei secondi permasti del conto alla rovescia viene convertito in punti approssimati, che, a loro volta si aggiungono a quello di base.
Nel menù iniziale sono disponibili due opzioni. La prima è "Point Attack (Novice)", ove per quel livello bisogna accumulare quanti più punti possibili per battere il record (imposto dal computer o stabilito da un altro giocatore), e solo qui, premendo l'unico pulsante si può consultare per qualche istante la sua mappa. La seconda invece è "Story (Advanced)", ove una volta scelto il primo tra i tre livelli, si passa ai successivi dopo avere superato un prerequisito espresso in punteggio, che è differente per ciascun livello; lo stesso decresce al continuare della partita, a meno che vengano inseriti crediti per non causarne il game over. In essa è presente poi il livello finale, il quale non è né selezionabile né riprovabile, dove si scoppiano le sopracitate sfere d'energia del valore di 225 punti per salvare e riportare Solitar sulla Terra.
Infine, in vista dell'inclusione del risultato totale di ognuna delle modalità nelle apposite classifiche dei migliori giocatori, a colui che le ha concluse con successo vengono attribuiti due riconoscimenti: "The Art of Flying" (il massimo tra i sei gradi di prestazione) nella "Point Attack", e "Savior of Solitar" invece nella "Story".

### VarianteTime Bomber
Realizzata appositamente per la suddetta trasmissione televisiva giapponese, resa anche giocabile al pubblico per un breve periodo solo in una sala giochi locale. La sua pedana è biposto, sulla quale si siedono lo sterzatore ed il pedalatore, rispettivamente davanti e dietro. A entrambi venivano fatti indossare dei guanti speciali di proprietà dello show, i "Bomber Gloves", aventi la funzione di procurare per penalità delle lievi scosse all'urto del Laperopter in un ostacolo dell'area di livello. Il gameplay rimase tale e quale l'originale nonostante le modifiche apportate per adattarlo alla sua manche, denominata "Flying High": i concorrenti ottengono punti quando rispondevano correttamente a delle domande di cultura generale, e inoltre, se facevano scoppiare una delle mongolfiere figurate col Jolly Roger il punteggio si azzera, con conseguente fine diretta del gioco.

## Sviluppo

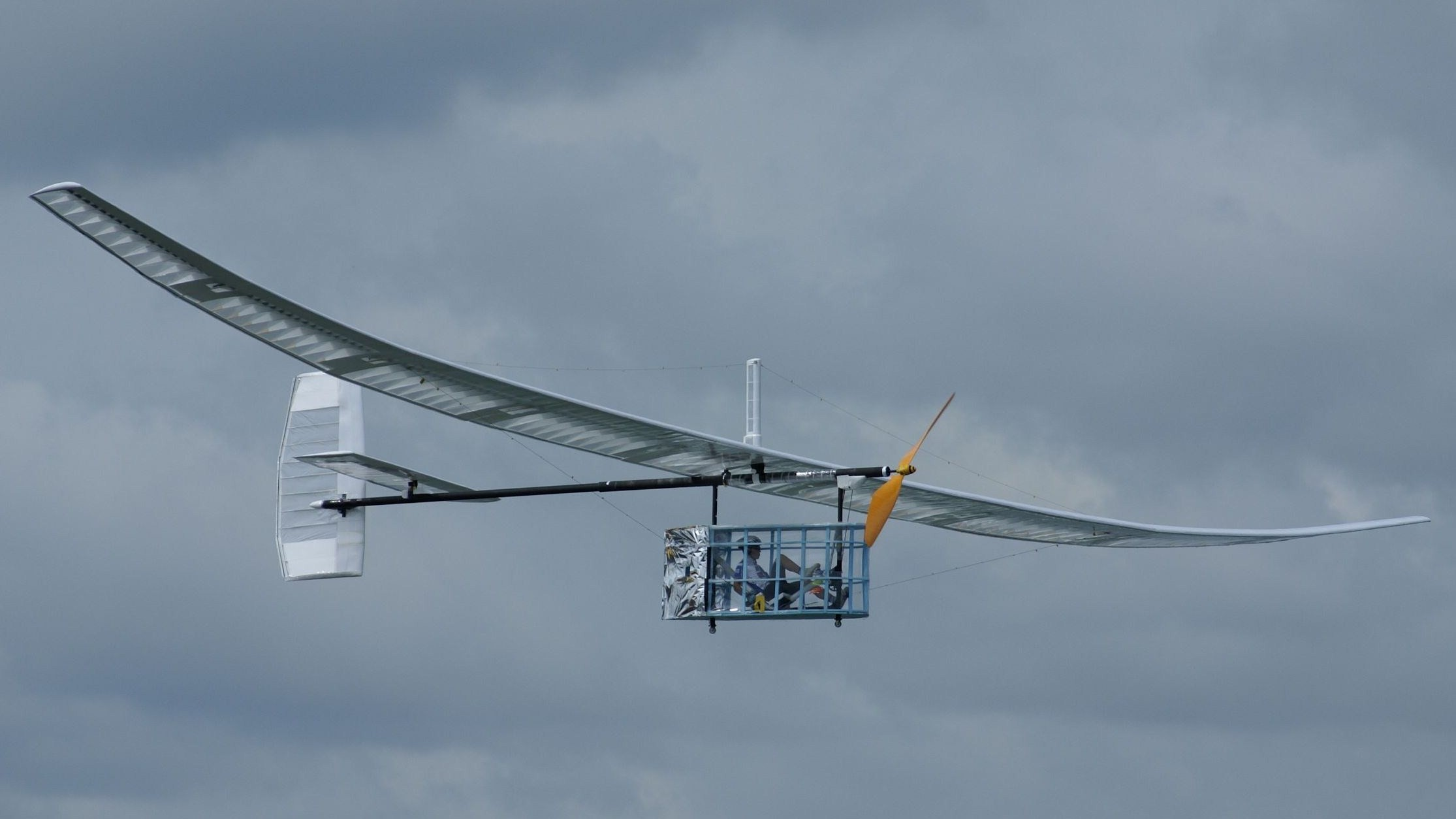
Uno dei tanti modelli nella realtà di aeromobile a propulsione umana, servito da spunto per la concezione del Laperopter.

Prop Cycle nacque dalla mente e dal progetto di Shigeki Tōyama, un programmatore di lunga data alla Namco con alle spalle lavori su famosi titoli arcade quali Mappy, il primo Final Lap e Xevious. Un trailer ufficiale del suo stadio di prototipo è stato mostrato in anteprima all'edizione 1996 di AOU Amusement Expo.
Shigeki prese l'ispirazione per idearlo dopo avere ultimato, insieme ad un altro programmatore dell'azienda, una demo in 2.5D con l'attuale concetto, però con la facoltà di sconfiggere i nemici presenti. Giacché era un'usanza comune all'epoca in altri videogiochi del genere, lui trovò quella demo in sè ripetitiva e dovette ricominciare quasi da zero con un qualcosa di nuovo, interattivo e persino gradevole verso il videogiocatore, ma che al tempo stesso facesse avere al titolo il motivo valido di essere esclusivo per le sale. Questa novità introdotta è la sensazione di sentire il vento. Tōyama ne fu influenzato dal film d'animazione Kiki - Consegne a domicilio dello Studio Ghibli, più precisamente alla scena dove cui una giovane strega vola a cavallo del manico di scopa. Tuttavia, nel poter cercare di ricrearla decise di uscire assieme ai suoi colleghi per i due giorni d'estate a intraprendere lezioni di volo sul deltaplano (una telecamera era attaccata alle ali). E, al rientro impiegò con il team tre o quattro mesi a realizzare gli aspetti del planaggio.
Egli volle anche una trama che si adattasse per filo e per segno a tale concetto fin qui evolutosi, tant'è vero che la scrisse personalmente, oltre poi a disegnare o illustrare i personaggi e le ambientazioni di gioco. Infine, sempre Tōyama rivelò che era prevista una terza modalità chiamata "Sightseeing", la quale è stata scartata per via dei limitati tempi di sviluppo, ove cui si poteva planare ovunque prima dello scadere del tempo.

## Accoglienza
| Testata         | Giudizio |
| --------------- | -------- |
| AllGame         | 3/5      |
| Hyper           | 4,5/5    |
| Next Generation | 4/5      |
| Player One      | 89%      |

Prop Cycle ebbe delle recensioni generalmente positive dalla critica, alcune delle quali senza nessuna votazione in merito. Next Generation gli diede un 4 su 5, constatando alla fine che «i suoi punti forti prevalgono del tutto su quelle deboli». Computer and Video Games ribadì che è rivolto ad una nicchia ristretta di amanti in generale degli arcade, nonostante in sintesi sia un gioco eccellente e divertente che ricorda Pilotwings 64. Johnny Ballgame di GamePro notò che le sue acrobazie aeree sono fuori controllo e piene di brividi per aspiranti piloti in cerca di una scarica di adrenalina, e aggiunse che può essere un ottimo esercizio per l'allenamento. VideoGames - The Ultimate Gaming Magazine lo acclama come un titolo non brutale come Tekken o sfrenato come Ridge Racer, ma incantevole e bizzarro con «un'idea che renderebbe Jules Verne orgoglioso».
Con il voto assegnato di 4,5 su 5, Hyper sostenne che Prop Cycle nella sua interezza è piuttosto impegnativo, il quale «potrebbe essere considerato un classico se ad esso venisse aggiunto il suono "shhhing..." del vento che scorre veloce alle orecchie». La rivista italiana del passato Game Power si è complimentata con la Namco per lo sforzo creativo dato nel «giochino», considerandolo carino, tranquillo e simpatico, sebbene da prima del lancio ammise che non riuscirà a soddisfare le esigenze dei fanatici di corse e picchiaduro. In tempi invece recenti, Retro Gamer l'ha definito come uno dei titoli del suo genere più unici e accessibili mai ideati, soprattutto per la sua originalità e la sua semplicità, affermando che «non c'è dubbio su come sia rimasto in così tante località dopo quasi due decenni».
In Giappone, Game Machine ha elencato Prop Cycle nel numero di agosto 1996 come il secondo gioco arcade di maggior successo del mese.

## Colonna sonora
PROP CYCLE Arcade Soundtrack 006 EX è un album di musica per videogiochi commercializzato solo in Giappone il 17 ottobre 1997 (WSCAX-10004). All'interno del CD sono inclusi tre brani inediti.

### Tracce
Musiche di Etsuo Ishī, Yoshie Takayanagi, Yoshie Arakawa, Nobuyoshi Sano e Hiroto Sasaki.
1. Demo Movie – 0:46
2. Select – 0:26
3. Game Start – 0:10
4. Cliff Rock – 3:27
5. Result – 0:30
6. Wind Woods – 3:33
7. Interval – 0:32
8. Industarn – 3:42
9. Solitar – 1:52
10. Ending~Staff Roll – 1:46
11. Name Entry – 0:47
12. Miss – 0:14
13. Game Over – 0:09
14. Cliff Rock [Have a Nap Mix] – 3:08
15. Industarn [Festal Mix] – 3:26
16. A Little Piece of Tale [New Theme for PROP CYCLE] – 5:32

Durata totale: 30:00

## Eredità
Il 14 luglio 2017, la divisione Bandai Namco Amusement aveva reso disponibile solo in Giappone una simulazione VR ispirata a Prop Cycle, all'interno dei loro centri e parte del brand VR ZONE Portal, sotto il nome di Kyokugen Dokyōdameshi - Hanechari (極限度胸試し ハネチャリ?).
Due sorte di sequel spirituali del titolo originale vengono sviluppati da due aziende cinesi, sempre per arcade da sala, e da queste pubblicate nel corso del 2021 con differenti nomi: il primo nel semi formato di riscatto è RetroTech Cycle (飞翔单车S, Fēixiáng DānchēP) della Ace Amusement, conosciuto alternativamente come Sky Riders, mentre il secondo è Hyper Glider (滑翔单车S, Huáxiáng DānchēP) di UNIS Technology.